# Rancho de Tropeiros – São Félix, 1836
A obra Rancho de Tropeiros – São Félix, 1836, de Zilda Pereira,  foi concebida em 1943 e encomendada por Afonso Taunay em função das comemorações do cinquentenário do Museu Paulista. Baseada em um desenho de Hercule Florence, a tela feita em óleo reproduz um momento de pausa das tropas. Essa atividade econômica que envolvia cavalos e muares ganhou espaço com o avanço da economia aurífera.
Na cena, além desse costume atrelado à tal atividade econômica, está presente uma prática construtiva comum durante os períodos colonial e imperial: a taipa de pilão. As fendas nas paredes brancas do edifício indicam resquícios da inserção de “cangalhas de taipas” na construção.

## Descrição
A obra de Zilda Pereira, feita em óleo sobre tela em 1943, foi encomendada por Afonso Taunay, então diretor do Museu Paulista, e pertence ao Fundo Museu Paulista sob o número de inventário 1-19432-0000-0000. O quadro, que teve como base um desenho de Hercule Florence, possui as seguintes medidas: 60 centímetros de altura e 90 centímetros de largura. 

## Análise
Zilda Pereira produz um contraste entre os planos ao utilizar cores intensas no fundo da cena, o que chama a atenção de quem observa a obra. Aproximando-se do primeiro plano, há uma construção de paredes brancas de taipa de pilão. Essa característica é indicada pela presença de pequenos buracos nas paredes gerados pela colocação de “cangalhas de taipas” durante a construção. Da mesma forma, há dois indivíduos trabalhando, um ao centro e outro à direita, que preparam os muares e cavalos, amansando-os. 
Como indica o título do quadro, a cena compreende um rancho de tropeiros,  isto é, uma pausa das tropas antes de seguirem para a atividade comercial propriamente dita, que ocorria nos vilarejos. O comércio de muares e cavalos intensificou-se com o avanço da economia aurífera, que demandou novas formas de transporte, justificando assim o preparo com os animais. A rede de trocas criada nesse contexto gerou uma intensa articulação entre as regiões sul e as de mineração do país.

## Contexto
A obra foi encomendada por Afonso Taunay a Zilda Pereira no contexto das comemorações do cinquentenário do Museu Paulista e data de 1943.